# 王誧
王誧（？—？），東漢末人，官至議郎。

## 生平
東漢獻帝建安二年(西元197年)夏，時任議郎的王誧攜帶詔書拜孫策為騎都尉，在該詔中說呂布前後兩次稱讚孫策心繫本朝，而後又表吳景為揚武將軍並領丹陽太守如故。
孫策認為騎都尉官位過小，使人暗示王誧，最後王誧便承制假孫策為明漢將軍。